# یواس‌اس لوتز (دی‌دی-۴۸۱)
یواس‌اس لوتز (دی‌دی-۴۸۱) (به انگلیسی: USS Leutze (DD-481)) یک کشتی بود که طول آن ۱۱۴٫۷ متر (۳۷۶ فوت) بود. این کشتی در سال ۱۹۴۲ ساخته شد.